# Machnatá (jaskinia)
Jaskinia Machnatá (też: Zbojnícka jaskyňa, Bešeľova diera) – jaskinia krasowa w Murańskiej Płaninie, w Wewnętrznych Karpatach Zachodnich na Słowacji.

## Położenie
Jaskinia leży w północno-zachodniej części płaskowyżu. Znajduje się w górnej części skalistych, północnych stoków masywu Kľaku, opadających ku dolinie Za Nehovým. Jej otwór wejściowy leży na wysokości 1260 m n.p.m. Ma 154 m długości korytarzy i 63,7 m głębokości.

## Charakterystyka
Długi korytarz wejściowy rozszerza się w głębi jaskini w komorę, do której wpada światło z drugiego otworu. W dalszej części chodnik, na którego spągu zwracają uwagę osady czerwonej gliny, systematycznie opada. W niższych częściach korytarz meandruje, po czym kończy się w formie syfonu.
Biorąc pod uwagę wysokie (kilkaset metrów) usytuowanie jaskini ponad dnem okolicznych dolinek można domniemywać, że stanowi ona fragment znacznie starszej jaskini fluwiokrasowej, która formowała się w czasie, gdy masyw płaskowyżu dopiero zaczynał podlegać procesom erozyjnym. Aktualnie jaskinia jest pozbawiona toku wodnego, ale kształt i charakter korytarzy wskazują na ich rzeczne pochodzenie.
Istnieją przypuszczenia, że jaskinia posiada łączność z leżącym ok. 400 m niżej wywierzyskiem Klátna.

## Historia eksploracji
Jaskinia znana od dawna miejscowej ludności. W licznych podaniach była wiązana ze zbójnikami (skąd synonimiczna nazwa) i ukrytymi w niej przez nich skarbami. W latach 30. XX w. była penetrowana przez poszukiwaczy skarbów. M.in. rodzina Bešeľów wykonała w niej szereg prac o charakterze górniczym, przerzucając wiele metrów sześciennych skał i wznosząc w pionowych kominach wysokie konstrukcje drewniane. Fragmenty tej drewnianej zabudowy były w dobrym stanie jeszcze w latach 80. XX w.
W 1985 r. speleologom z Tisovca udało się wykazać łączność jaskini z niżej leżącą jaskinią znaną jako Priepasť v Kosodrevinie. Łączący je niebezpieczny zawał nie został dotychczas sforsowany.

## Flora i fauna
Jaskinia jest ważnym zimowiskiem kilku gatunków nietoperzy.

## Ochrona jaskini
Jaskinia znajduje się na obszarze rezerwatu przyrody Veľká Stožka. Jest chroniona jako pomnik przyrody (słow. prírodná pamiatka Machnatá). Nie jest dostępna do zwiedzania.